# Liste der Kämpfe um Boxweltmeistertitel im Schwergewicht
Diese Liste der Kämpfe um Boxweltmeistertitel im Schwergewicht listet die Kämpfe um den Weltmeistertitel im Boxen der verschiedenen Verbände im Schwergewicht auf.

## Kämpfe um den Titel nach WBC-Version (World Boxing Council)
| Datum              | Sieger            | Resultat              | Gegner              | Ort                                                 |
| ------------------ | ----------------- | --------------------- | ------------------- | --------------------------------------------------- |
| 18. Mai 2024       | Oleksandr Ussyk   | Punktsieg             | Tyson Fury          | Kingdom Arena, Riad, Saudi-Arabien                  |
| 23. April 2022     | Tyson Fury        | TKO in Runde 6        | Dillian Whyte       | Wembley-Stadion, London, Großbritannien             |
| 9. Oktober 2021    | Tyson Fury        | KO in Runde 11        | Deontay Wilder      | T-Mobile Arena, Paradise, NV, USA                   |
| 22. Februar 2020   | Tyson Fury        | TKO in Runde 7        | Deontay Wilder      | MGM Grand Garden Arena, Las Vegas, NV, USA          |
| 23. November 2019  | Deontay Wilder    | KO in Runde 7         | Luis Ortiz          | MGM Grand Garden Arena, Las Vegas, NV, USA          |
| 18. Mai 2019       | Deontay Wilder    | KO in Runde 1         | Dominic Breazeale   | Barclays Center, New York, NY, USA                  |
| 1. Dezember 2018   | Deontay Wilder    | Unentschieden         | Tyson Fury          | Staples Center, Los Angeles, CA, USA                |
| 4. November 2018   | Deontay Wilder    | TKO in Runde 10       | Luis Ortiz          | Barclays Center, New York, NY, USA                  |
| 4. November 2017   | Deontay Wilder    | KO in Runde 1         | Bermane Stiverne    | Barclays Center, New York, NY, USA                  |
| 25. Februar 2017   | Deontay Wilder    | TKO in Runde 5        | Gerald Washington   | Legacy Arena, Birmingham, AL, USA                   |
| 16. Juli 2016      | Deontay Wilder    | Aufgabe nach Runde 8  | Chris Arreola       | Legacy Arena, Birmingham, AL, USA                   |
| 16. Januar 2016    | Deontay Wilder    | KO in Runde 9         | Artur Szpilka       | Barclays Center, New York, NY, USA                  |
| 26. September 2015 | Deontay Wilder    | TKO in Runde 11       | Johann Duhaupas     | Legacy Arena, Birmingham, AL, USA                   |
| 13. Juni 2015      | Deontay Wilder    | KO in Runde 9         | Eric Molina         | Bartow Arena, Birmingham, AL, USA                   |
| 17. Januar 2015    | Deontay Wilder    | Punktsieg             | Bermane Stiverne    | MGM Grand Garden Arena, Las Vegas, NV, USA          |
| 10. Mai 2014       | Bermane Stiverne  | TKO in Runde 6        | Chris Arreola       | USC Galen Center, Los Angeles, CA, USA              |
| 8. September 2012  | Vitali Klitschko  | TKO in Runde 4        | Manuel Charr        | Olimpijski, Moskau, Russland                        |
| 18. Februar 2012   | Vitali Klitschko  | Punktsieg             | Dereck Chisora      | Olympiahalle München, München, Deutschland          |
| 10. September 2011 | Vitali Klitschko  | TKO in Runde 10       | Tomasz Adamek       | Stadion Miejski, Breslau, Polen                     |
| 19. März 2011      | Vitali Klitschko  | KO in Runde 1         | Odlanier Solís      | Lanxess Arena, Köln, Deutschland                    |
| 16. Oktober 2010   | Vitali Klitschko  | Punktsieg             | Shannon Briggs      | O₂ World Hamburg, Hamburg, Deutschland              |
| 29. Mai 2010       | Vitali Klitschko  | KO in Runde 10        | Albert Sosnowski    | Veltins-Arena, Gelsenkirchen, Deutschland           |
| 12. Dezember 2009  | Vitali Klitschko  | Punktsieg             | Kevin Johnson       | PostFinance-Arena, Bern, Schweiz                    |
| 26. September 2009 | Vitali Klitschko  | Aufgabe nach Runde 10 | Chris Arreola       | Staples Center, Los Angeles, CA, USA                |
| 21. März 2009      | Vitali Klitschko  | TKO in Runde 9        | Juan Carlos Gómez   | Hanns-Martin-Schleyer-Halle, Stuttgart, Deutschland |
| 11. Oktober 2008   | Vitali Klitschko  | Aufgabe nach Runde 8  | Samuel Peter        | O₂ World, Berlin, Deutschland                       |
| 8. März 2008       | Samuel Peter      | TKO in Runde 6        | Oleg Maskajew       | Plaza de Toros, Cancún, Mexiko                      |
| 10. Dezember 2006  | Oleg Maskajew     | Punktsieg             | Peter Okhello       | Olympiysky Sports Arena, Moskau, Russland           |
| 12. August 2006    | Oleg Maskajew     | TKO in Runde 12       | Hasim Rahman        | Thomas & Mack Center, Las Vegas, NV, USA            |
| 18. März 2006      | Hasim Rahman      | Unentschieden         | James Toney         | Boardwalk Hall, Atlantic City, NJ, USA              |
| 11. Dezember 2004  | Vitali Klitschko  | TKO in Runde 8        | Danny Williams      | Mandalay Bay, Las Vegas, NV, USA                    |
| 24. April 2004     | Vitali Klitschko  | TKO in Runde 8        | Corrie Sanders      | Staples Center, Los Angeles, CA, USA                |
| 21. Juni 2003      | Lennox Lewis      | TKO in Runde 6        | Vitali Klitschko    | Staples Center, Los Angeles, CA, USA                |
| 8. Juni 2002       | Lennox Lewis      | KO in Runde 8         | Mike Tyson          | The Pyramid, Memphis, TN, USA                       |
| 17. November 2001  | Lennox Lewis      | KO in Runde 4         | Hasim Rahman        | Mandalay Bay, Las Vegas, NV, USA                    |
| 22. April 2001     | Hasim Rahman      | KO in Runde 5         | Lennox Lewis        | Carnival City, Brakpan, GT, Südafrika               |
| 11. November 2000  | Lennox Lewis      | Punktsieg             | David Tua           | Mandalay Bay, Las Vegas, NV, USA                    |
| 15. Juli 2000      | Lennox Lewis      | TKO in Runde 2        | Francois Botha      | London Arena, London, Millwall, Großbritannien      |
| 29. April 2000     | Lennox Lewis      | KO in Runde 2         | Michael Grant       | Madison Square Garden, New York, NY, USA            |
| 13. November 1999  | Lennox Lewis      | Punktsieg             | Evander Holyfield   | Thomas & Mack Center, Las Vegas, NV, USA            |
| 13. März 1999      | Lennox Lewis      | Unentschieden         | Evander Holyfield   | Madison Square Garden, New York, NY, USA            |
| 26. September 1998 | Lennox Lewis      | Punktsieg             | Željko Mavrović     | Mohegan Sun Casino, Uncasville, CT, USA             |
| 28. März 1998      | Lennox Lewis      | TKO in Runde 5        | Shannon Briggs      | Boardwalk Convention Center, Atlantic City, NJ, USA |
| 4. Oktober 1997    | Lennox Lewis      | KO in Runde 1         | Andrzej Gołota      | Caesars Hotel & Casino, Atlantic City, NJ, USA      |
| 12. Juli 1997      | Lennox Lewis      | DQ in Runde 5         | Henry Akinwande     | Caesar's Tahoe, Stateline, NV, USA                  |
| 7. Februar 1997    | Lennox Lewis      | TKO in Runde 5        | Oliver McCall       | Hilton Hotel, Las Vegas, NV, USA                    |
| 16. März 1996      | Mike Tyson        | TKO in Runde 3        | Frank Bruno         | MGM Grand Hotel, Las Vegas, NV, USA                 |
| 2. September 1995  | Frank Bruno       | Punktsieg             | Oliver McCall       | Wembley-Stadion, London, Wembley, Großbritannien    |
| 8. April 1995      | Oliver McCall     | Punktsieg             | Larry Holmes        | Caesars Palace, Las Vegas, NV, USA                  |
| 24. September 1994 | Oliver McCall     | TKO in Runde 2        | Lennox Lewis        | Wembley Arena, London, Wembley, Großbritannien      |
| 6. Mai 1994        | Lennox Lewis      | TKO in Runde 8        | Phil Jackson        | Boardwalk Convention Center, Atlantic City, NJ, USA |
| 1. Oktober 1993    | Lennox Lewis      | TKO in Runde 7        | Frank Bruno         | Arms Park Stadium, Cardiff, Großbritannien          |
| 8. Mai 1993        | Lennox Lewis      | Punktsieg             | Tony Tucker         | Thomas & Mack Center, Las Vegas, NV, USA            |
| 13. November 1992  | Riddick Bowe      | Punktsieg             | Evander Holyfield   | Thomas & Mack Center, Las Vegas, NV, USA            |
| 19. Juni 1992      | Evander Holyfield | Punktsieg             | Larry Holmes        | Caesars Palace, Las Vegas, NV, USA                  |
| 19. April 1991     | Evander Holyfield | Punktsieg             | George Foreman      | Convention Center, Atlantic City, NJ, USA           |
| 25. Oktober 1990   | Evander Holyfield | KO in Runde 3         | James Douglas       | Mirage Hotel & Casino, Las Vegas, NV, USA           |
| 11. Februar 1990   | James Douglas     | KO in Runde 10        | Mike Tyson          | Tokyo Dome, Tokio, Japan                            |
| 21. Juli 1989      | Mike Tyson        | TKO in Runde 1        | Carl Williams       | Convention Center, Atlantic City, NJ, USA           |
| 25. Februar 1989   | Mike Tyson        | TKO in Runde 5        | Frank Bruno         | Hilton Hotel, Las Vegas, NV, USA                    |
| 27. Juni 1988      | Mike Tyson        | KO in Runde 1         | Michael Spinks      | Convention Hall, Atlantic City, NJ, USA             |
| 21. März 1988      | Mike Tyson        | TKO in Runde 2        | Tony Tubbs          | Tokyo Dome, Tokio, Japan                            |
| 22. Januar 1988    | Mike Tyson        | TKO in Runde 4        | Larry Holmes        | Convention Center, Atlantic City, NJ, USA           |
| 16. Oktober 1987   | Mike Tyson        | TKO in Runde 7        | Tyrell Biggs        | Convention Hall, Atlantic City, NJ, USA             |
| 1. August 1987     | Mike Tyson        | Punktsieg             | Tony Tucker         | Hilton Hotel, Las Vegas, NV, USA                    |
| 30. Mai 1987       | Mike Tyson        | TKO in Runde 6        | Pinklon Thomas      | Hilton Hotel, Las Vegas, NV, USA                    |
| 7. März 1987       | Mike Tyson        | Punktsieg             | James Smith         | Hilton Hotel, Las Vegas, NV, USA                    |
| 22. November 1986  | Mike Tyson        | TKO in Runde 2        | Trevor Berbick      | Hilton Hotel, Las Vegas, NV, USA                    |
| 22. März 1986      | Trevor Berbick    | Punktsieg             | Pinklon Thomas      | Riviera Hotel & Casino, Las Vegas, NV, USA          |
| 15. Juni 1985      | Pinklon Thomas    | TKO in Runde 8        | Mike Weaver         | Riveria Hotel & Casino, Las Vegas, NV, USA          |
| 31. August 1984    | Pinklon Thomas    | Punktsieg             | Tim Witherspoon     | Riviera Hotel, Las Vegas, NV, USA                   |
| 9. März 1984       | Tim Witherspoon   | Punktsieg             | Greg Page           | Convention Center, Las Vegas, NV, USA               |
| 10. September 1983 | Larry Holmes      | TKO in Runde 5        | Scott Frank         | Harrah's Marina Hotel, Atlantic City, NJ, USA       |
| 20. Mai 1983       | Larry Holmes      | Punktsieg             | Tim Witherspoon     | Dunes Hotel, Las Vegas, NV, USA                     |
| 27. März 1983      | Larry Holmes      | Punktsieg             | Lucien Rodriguez    | Watres Armory, Scranton, PA, USA                    |
| 26. November 1982  | Larry Holmes      | Punktsieg             | Randall Cobb        | Astrodome, Houston, TX, USA                         |
| 11. Juni 1982      | Larry Holmes      | TKO in Runde 13       | Gerry Cooney        | Caesars Palace, Las Vegas, NV, USA                  |
| 6. November 1981   | Larry Holmes      | TKO in Runde 11       | Renaldo Snipes      | Civic Arena, Pittsburgh, PA, USA                    |
| 12. Juni 1981      | Larry Holmes      | TKO in Runde 3        | Leon Spinks         | Joe Louis Arena, Detroit, MI, USA                   |
| 11. April 1981     | Larry Holmes      | Punktsieg             | Trevor Berbick      | Caesars Palace, Las Vegas, NV, USA                  |
| 2. Oktober 1980    | Larry Holmes      | TKO in Runde 11       | Muhammad Ali        | Caesars Palace, Las Vegas, NV, USA                  |
| 7. Juli 1980       | Larry Holmes      | TKO in Runde 7        | Scott LeDoux        | Metro Centre, Bloomington, MN, USA                  |
| 31. März 1980      | Larry Holmes      | TKO in Runde 8        | Leroy Jones         | Caesars Palace, Las Vegas, NV, USA                  |
| 3. Februar 1980    | Larry Holmes      | KO in Runde 6         | Lorenzo Zanon       | Caesars Palace, Las Vegas, NV, USA                  |
| 28. September 1979 | Larry Holmes      | TKO in Runde 11       | Earnie Shavers      | Caesars Palace, Las Vegas, NV, USA                  |
| 22. Juni 1979      | Larry Holmes      | TKO in Runde 12       | Mike Weaver         | Madison Square Garden, New York, NY, USA            |
| 23. März 1979      | Larry Holmes      | TKO in Runde 7        | Ossie Ocasio        | Hilton, Las Vegas, NV, USA                          |
| 10. November 1978  | Larry Holmes      | KO in Runde 7         | Alfredo Evangelista | Caesars Palace, Las Vegas, NV, USA                  |
| 9. Juni 1978       | Larry Holmes      | Punktsieg             | Ken Norton          | Caesars Palace, Las Vegas, NV, USA                  |
| 15. Februar 1978   | Leon Spinks       | Punktsieg             | Muhammad Ali        | Hilton, Las Vegas, NV, USA                          |
| 29. September 1977 | Muhammad Ali      | Punktsieg             | Earnie Shavers      | Madison Square Garden, New York, NY, USA            |
| 16. Mai 1977       | Muhammad Ali      | Punktsieg             | Alfredo Evangelista | Capital Centre, Landover, MD, USA                   |
| 28. September 1976 | Muhammad Ali      | Punktsieg             | Ken Norton          | Yankee Stadium, Bronx, NY, USA                      |
| 24. Mai 1976       | Muhammad Ali      | TKO in Runde 5        | Richard Dunn        | Olympiahalle, München, Deutschland                  |
| 30. April 1976     | Muhammad Ali      | Punktsieg             | Jimmy Young         | Capital Centre, Landover, MD, USA                   |
| 20. Februar 1976   | Muhammad Ali      | KO in Runde 5         | Jean-Pierre Coopman | Roberto Clemente Coliseum, Hato Rey, Puerto Rico    |
| 1. Oktober 1975    | Muhammad Ali      | TKO in Runde 14       | Joe Frazier         | Araneta Coliseum, Quezon City, Philippinen          |
| 30. Juni 1975      | Muhammad Ali      | Punktsieg             | Joe Bugner          | Merdeka Stadium, Kuala Lumpur, Malaysia             |
| 16. Mai 1975       | Muhammad Ali      | TKO in Runde 11       | Ron Lyle            | Convention Center, Las Vegas, NV, USA               |
| 24. März 1975      | Muhammad Ali      | TKO in Runde 15       | Chuck Wepner        | Richfield Coliseum, Richfield, OH, USA              |
| 30. Oktober 1974   | Muhammad Ali      | KO in Runde 8         | George Foreman      | Stade du 20 Mai, Kinshasa, Zaire                    |
| 26. März 1974      | George Foreman    | TKO in Runde 2        | Ken Norton          | El Poliedro, Caracas, Venezuela                     |
| 1. September 1973  | George Foreman    | KO in Runde 1         | José Roman          | Nihon Budokan, Tokio, Japan                         |
| 22. Januar 1973    | George Foreman    | TKO in Runde 2        | Joe Frazier         | National Stadium, Kingston, Jamaika                 |
| 25. Mai 1972       | Joe Frazier       | TKO in Runde 5        | Ron Stander         | Civic Auditorium, Omaha, NE, USA                    |
| 15. Januar 1972    | Joe Frazier       | TKO in Runde 4        | Terry Daniels       | Rivergate Auditorium, New Orleans, LA, USA          |
| 8. März 1971       | Joe Frazier       | Punktsieg             | Muhammad Ali        | Madison Square Garden, New York, NY, USA            |
| 18. November 1970  | Joe Frazier       | KO in Runde 2         | Bob Foster          | Cobo Arena, Detroit, MI, USA                        |
| 16. Februar 1970   | Joe Frazier       | TKO in Runde 5        | Jimmy Ellis         | Madison Square Garden, New York, NY, USA            |

## Kämpfe um den Titel nach WBA-Version (World Boxing Association)
Super-, Undisputed- oder Unified-Champion a
| Datum              | Sieger             | Resultat        | Gegner             | Ort                                               |
| ------------------ | ------------------ | --------------- | ------------------ | ------------------------------------------------- |
| 18. Mai 2024       | Oleksandr Ussyk    | Punktsieg       | Tyson Fury         | Kingdom Arena, Riad, Saudi-Arabien                |
| 20. August 2022    | Oleksandr Ussyk    | Punktsieg       | Anthony Joshua     | Dschidda Super Dome, Dschidda, Saudi-Arabien      |
| 25. September 2021 | Oleksandr Ussyk    | Punktsieg       | Anthony Joshua     | Tottenham Hotspur Stadium, London, Großbritannien |
| 7. Dezember 2019   | Anthony Joshua     | Punktsieg       | Andy Ruiz          | Diriyah Arena, Diriyah, Saudi-Arabien             |
| 1. Juni 2019       | Andy Ruiz          | TKO in Runde 7  | Anthony Joshua     | Madison Square Garden, New York, NY, USA          |
| 22. September 2018 | Anthony Joshua     | TKO in Runde 7  | Alexander Powetkin | Wembley-Stadion, London, Großbritannien           |
| 31. März 2018      | Anthony Joshua     | Punktsieg       | Joseph Parker      | Principality Stadium, Cardiff, Großbritannien     |
| 28. Oktober 2017   | Anthony Joshua     | TKO in Runde 10 | Carlos Takam       | Principality Stadium, Cardiff, Großbritannien     |
| 29. April 2017     | Anthony Joshua     | TKO in Runde 11 | Wladimir Klitschko | Wembley-Stadion, London, Großbritannien           |
| 28. November 2015  | Tyson Fury         | Punktsieg       | Wladimir Klitschko | ESPRIT arena, Düsseldorf, Deutschland             |
| 25. April 2015     | Wladimir Klitschko | Punktsieg       | Bryant Jennings    | Madison Square Garden, New York, NY, USA          |
| 15. November 2014  | Wladimir Klitschko | KO in Runde 5   | Kubrat Pulew       | O₂ World Hamburg, Hamburg, Deutschland            |
| 26. April 2014     | Wladimir Klitschko | TKO in Runde 5  | Alex Leapai        | König-Pilsener-Arena, Oberhausen, Deutschland     |
| 5. Oktober 2013    | Wladimir Klitschko | Punktsieg       | Alexander Powetkin | Olimpijski, Moskau, Russland                      |
| 4. Mai 2013        | Wladimir Klitschko | TKO in Runde 6  | Francesco Pianeta  | SAP Arena, Mannheim, Deutschland                  |
| 10. November 2012  | Wladimir Klitschko | Punktsieg       | Mariusz Wach       | O₂ World Hamburg, Hamburg, Deutschland            |
| 7. Juli 2012       | Wladimir Klitschko | TKO in Runde 6  | Tony Thompson      | Stade de Suisse, Bern, Schweiz                    |
| 4. März 2012       | Wladimir Klitschko | TKO in Runde 4  | Jean-Marc Mormeck  | ESPRIT-Arena, Düsseldorf, Deutschland             |
| 2. Juli 2011       | Wladimir Klitschko | Punktsieg       | David Haye         | Volksparkstadion, Hamburg, Deutschland            |

Regulärer Weltmeister
| Datum              | Sieger             | Resultat                         | Gegner              | Ort                                                        |
| ------------------ | ------------------ | -------------------------------- | ------------------- | ---------------------------------------------------------- |
| 11. Juni 2022      | Daniel Dubois      | KO in Runde 4                    | Trevor Bryan        | Casino Miami, Miami, Florida, USA                          |
| 29. Januar 2022    | Trevor Bryan       | Punktsieg                        | Jonathan Guidry     | Packard Music Hall, Warren, Ohio, USA                      |
| 29. Januar 2021    | Trevor Bryan       | TKO in Runde 11                  | Bermane Stiverne    | Seminole Hard Rock Hotel & Casino, Hollywood, Florida, USA |
| 25. November 2017  | Manuel Charr       | Punktsieg                        | Alexander Ustinow   | König-Pilsener-Arena, Oberhausen, Deutschland              |
| 11. Juli 2015      | Ruslan Chagayev    | KO in Runde 1                    | Francesco Pianeta   | GETEC Arena, Magdeburg, Deutschland                        |
| 6. Juli 2014       | Ruslan Chagayev    | Punktsieg                        | Fres Oquendo        | Achmat-Arena, Grosny, Russland                             |
| 17. Mai 2013       | Alexander Powetkin | TKO in Runde 3                   | Andrzej Wawrzyk     | Crocus City Hall, Krasnogorsk, Russland                    |
| 29. September 2012 | Alexander Powetkin | TKO in Runde 2                   | Hasim Rahman        | Sporthalle Hamburg, Hamburg, Deutschland                   |
| 25. Februar 2012   | Alexander Powetkin | Punktsieg                        | Marco Huck          | Porsche-Arena, Stuttgart, Deutschland                      |
| 3. Dezember 2011   | Alexander Powetkin | KO in Runde 8                    | Cedric Boswell      | Hartwall Areena, Helsinki, Finnland                        |
| 27. August 2011    | Alexander Powetkin | Punktsieg                        | Ruslan Chagayev     | Messe Erfurt, Erfurt, Deutschland                          |
| 13. November 2010  | David Haye         | TKO in Runde 3                   | Audley Harrison     | M.E.N. Arena, Manchester, Vereinigtes Königreich           |
| 4. April 2010      | David Haye         | TKO in Runde 9                   | John Ruiz           | M.E.N. Arena, Manchester, Vereinigtes Königreich           |
| 7. November 2009   | David Haye         | Punktsieg                        | Nikolai Walujew     | Arena Nürnberger Versicherung, Nürnberg, Deutschland       |
| 7. Februar 2009    | Ruslan Chagayev b  | Technischer Punktsieg in Runde 6 | Carl Davis Drumond  | Stadthalle Rostock, Rostock, Deutschland                   |
| 21. Dezember 2008  | Nikolai Walujew b  | Punktsieg                        | Evander Holyfield   | Hallenstadion, Zürich, Schweiz                             |
| 30. August 2008    | Nikolai Walujew b  | Punktsieg                        | John Ruiz           | Max-Schmeling-Halle, Berlin, Deutschland                   |
| 19. Januar 2008    | Ruslan Chagayev    | Punktsieg                        | Matt Skelton        | Burg-Wächter Castello, Düsseldorf, Deutschland             |
| 14. April 2007     | Ruslan Chagayev    | Punktsieg                        | Nikolai Walujew     | Porsche-Arena, Stuttgart, Deutschland                      |
| 20. Januar 2007    | Nikolai Walujew    | TKO in Runde 3                   | Jameel McCline      | St. Jakobshalle, Basel, Schweiz                            |
| 7. Oktober 2006    | Nikolai Walujew    | TKO in Runde 11                  | Monte Barrett       | Allstate Arena, Rosemont, IL, USA                          |
| 3. Juni 2006       | Nikolai Walujew    | TKO in Runde 3                   | Owen Beck           | TUI Arena, Hannover, Deutschland                           |
| 18. Dezember 2005  | Nikolai Walujew    | Punktsieg                        | John Ruiz           | Max-Schmeling-Halle, Berlin, Deutschland                   |
| 30. April 2005     | James Toney        | No Contest (keine Wertung)       | John Ruiz           | Madison Square Garden, New York, NY, USA                   |
| 13. November 2004  | John Ruiz          | Punktsieg                        | Andrzej Gołota      | Madison Square Garden, New York, NY, USA                   |
| 17. April 2004     | John Ruiz          | TKO in Runde 11                  | Fres Oquendo        | Madison Square Garden, New York, NY, USA                   |
| 1. März 2003       | Roy Jones junior   | Punktsieg                        | John Ruiz           | Thomas & Mack Center, Las Vegas, NV, USA                   |
| 27. Juli 2002      | John Ruiz          | Disqualifikation in Runde 10     | Kirk Johnson        | Mandalay Bay Resort, Las Vegas, NV, USA                    |
| 15. Dezember 2001  | John Ruiz          | Unentschieden                    | Evander Holyfield   | Foxwoods Resort, Mashantucket, CT, USA                     |
| 3. März 2001       | John Ruiz          | Punktsieg                        | Evander Holyfield   | Mandalay Bay, Las Vegas, NV, USA                           |
| 12. August 2000    | Evander Holyfield  | Punktsieg                        | John Ruiz           | Paris Hotel & Casino, Las Vegas, NV, USA                   |
| 13. November 1999  | Lennox Lewis       | Punktsieg                        | Evander Holyfield   | Thomas & Mack Center, Las Vegas, NV, USA                   |
| 13. März 1999      | Evander Holyfield  | Unentschieden                    | Lennox Lewis        | Madison Square Garden, New York, NY, USA                   |
| 19. September 1998 | Evander Holyfield  | Punktsieg                        | Vaughn Bean         | Georgia Dome, Atlanta, GA, USA                             |
| 8. November 1997   | Evander Holyfield  | TKO in Runde 8                   | Michael Moorer      | Thomas & Mack Center, Las Vegas, NV, USA                   |
| 28. Juni 1997      | Evander Holyfield  | Disqualifikation in Runde 3      | Mike Tyson          | MGM Grand Hotel, Las Vegas, NV, USA                        |
| 9. November 1996   | Evander Holyfield  | TKO in Runde 11                  | Mike Tyson          | MGM Grand Hotel, Las Vegas, NV, USA                        |
| 7. September 1996  | Mike Tyson         | TKO in Runde 1                   | Bruce Seldon        | MGM Grand Hotel, Las Vegas, NV, USA                        |
| 19. August 1995    | Bruce Seldon       | TKO in Runde 10                  | Joe Hipp            | MGM Grand Hotel Hotel, Las Vegas, NV, USA                  |
| 8. April 1995      | Bruce Seldon       | TKO in Runde 7                   | Tony Tucker         | Caesars Palace, Las Vegas, NV, USA                         |
| 5. November 1994   | George Foreman     | KO in Runde 10                   | Michael Moorer      | MGM Grand Hotel Hotel, Las Vegas, NV, USA                  |
| 22. April 1994     | Michael Moorer     | Punktsieg                        | Evander Holyfield   | Caesar's Palace, Las Vegas, NV, USA                        |
| 6. November 1993   | Evander Holyfield  | Punktsieg                        | Riddick Bowe        | Caesars Palace, Las Vegas, NV, USA                         |
| 22. Mai 1993       | Riddick Bowe       | KO in Runde 2                    | Jesse Ferguson      | RFK Stadium, Washington, DC, USA                           |
| 6. Februar 1993    | Riddick Bowe       | TKO in Runde 1                   | Michael Dokes       | Madison Square Garden, New York, NY, USA                   |
| 13. November 1992  | Riddick Bowe       | Punktsieg                        | Evander Holyfield   | Thomas & Mack Center, Las Vegas, NV, USA                   |
| 19. Juni 1992      | Evander Holyfield  | Punktsieg                        | Larry Holmes        | Caesars Palace, Las Vegas, NV, USA                         |
| 23. November 1991  | Evander Holyfield  | TKO in Runde 7                   | Bert Cooper         | The Omni, Atlanta, GA, USA                                 |
| 19. April 1991     | Evander Holyfield  | Punktsieg                        | George Foreman      | Convention Center, Atlantic City, NJ, USA                  |
| 25. Oktober 1990   | Evander Holyfield  | KO in Runde 3                    | James Douglas       | Mirage Hotel & Casino, Las Vegas, NV, USA                  |
| 11. Februar 1990   | James Douglas      | KO in Runde 10                   | Mike Tyson          | Tokyo Dome, Tokio, Japan                                   |
| 21. Juli 1989      | Mike Tyson         | TKO in Runde 1                   | Carl Williams       | Convention Center, Atlantic City, NJ, USA                  |
| 25. Februar 1989   | Mike Tyson         | TKO in Runde 5                   | Frank Bruno         | Hilton Hotel, Las Vegas, NV, USA                           |
| 27. Juni 1988      | Mike Tyson         | KO in Runde 1                    | Michael Spinks      | Convention Hall, Atlantic City, NJ, USA                    |
| 21. März 1988      | Mike Tyson         | TKO in Runde 2                   | Tony Tubbs          | Tokyo Dome, Tokio, Japan                                   |
| 22. Januar 1988    | Mike Tyson         | TKO in Runde 4                   | Larry Holmes        | Convention Center, Atlantic City, NJ, USA                  |
| 16. Oktober 1987   | Mike Tyson         | TKO in Runde 7                   | Tyrell Biggs        | Convention Hall, Atlantic City, NJ, USA                    |
| 1. August 1987     | Mike Tyson         | Punktsieg                        | Tony Tucker         | Hilton Hotel, Las Vegas, NV, USA                           |
| 30. Mai 1987       | Mike Tyson         | TKO in Runde 6                   | Pinklon Thomas      | Hilton Hotel, Las Vegas, NV, USA                           |
| 7. März 1987       | Mike Tyson         | Punktsieg                        | James Smith         | Hilton Hotel, Las Vegas, NV, USA                           |
| 12. Dezember 1986  | James Smith        | TKO in Runde 1                   | Tim Witherspoon     | Madison Square Garden, New York, NY, USA                   |
| 19. Juli 1986      | Tim Witherspoon    | TKO in Runde 11                  | Frank Bruno         | Wembley-Stadion, London, Wembley, Großbritannien           |
| 17. Januar 1986    | Tim Witherspoon    | Punktsieg                        | Tony Tubbs          | The Omni, Atlanta, GA, USA                                 |
| 29. April 1985     | Tony Tubbs         | Punktsieg                        | Greg Page           | Memorial Auditorium, Buffalo, NY, USA                      |
| 1. Dezember 1984   | Greg Page          | KO in Runde 8                    | Gerrie Coetzee      | Super Bowl, Sun City, NW, Südafrika                        |
| 23. September 1983 | Gerrie Coetzee     | KO in Runde 10                   | Michael Dokes       | Richfield Coliseum, Richfield, OH, USA                     |
| 20. Mai 1983       | Michael Dokes      | Unentschieden                    | Mike Weaver         | Dunes Hotel, Las Vegas, NV, USA                            |
| 10. Dezember 1982  | Michael Dokes      | TKO in Runde 1                   | Mike Weaver         | Caesars Palace, Las Vegas, NV, USA                         |
| 3. Oktober 1981    | Mike Weaver        | Punktsieg                        | James Tillis        | Horizon Arena, Rosemont, IL, USA                           |
| 25. Oktober 1980   | Mike Weaver        | TKO in Runde 13                  | Gerrie Coetzee      | Super Bowl, Sun City, NW, Südafrika                        |
| 31. März 1980      | Mike Weaver        | KO in Runde 15                   | John Tate           | Stokley Athletics Center, Knoxville, TN, USA               |
| 20. Oktober 1979   | John Tate          | Punktsieg                        | Gerrie Coetzee      | Loftus-Versfeld-Stadion, Pretoria, GT, Südafrika           |
| 15. September 1978 | Muhammad Ali       | Punktsieg                        | Leon Spinks         | Superdome, New Orleans, LA, USA                            |
| 15. Februar 1978   | Leon Spinks        | Punktsieg                        | Muhammad Ali        | Hilton, Las Vegas, NV, USA                                 |
| 29. September 1977 | Muhammad Ali       | Punktsieg                        | Earnie Shavers      | Madison Square Garden, New York, NY, USA                   |
| 16. Mai 1977       | Muhammad Ali       | Punktsieg                        | Alfredo Evangelista | Capital Centre, Landover, MD, USA                          |
| 28. September 1976 | Muhammad Ali       | Punktsieg                        | Ken Norton          | Yankee Stadium, Bronx, NY, USA                             |
| 24. Mai 1976       | Muhammad Ali       | TKO in Runde 5                   | Richard Dunn        | Olympiahalle, München, Deutschland                         |
| 30. April 1976     | Muhammad Ali       | Punktsieg                        | Jimmy Young         | Capital Centre, Landover, MD, USA                          |
| 20. Februar 1976   | Muhammad Ali       | KO in Runde 5                    | Jean-Pierre Coopman | Roberto Clemente Coliseum, Hato Rey, Puerto Rico           |
| 1. Oktober 1975    | Muhammad Ali       | TKO in Runde 14                  | Joe Frazier         | Araneta Coliseum, Quezon City, Philippinen                 |
| 30. Juni 1975      | Muhammad Ali       | Punktsieg                        | Joe Bugner          | Merdeka Stadium, Kuala Lumpur, Malaysia                    |
| 16. Mai 1975       | Muhammad Ali       | TKO in Runde 11                  | Ron Lyle            | Convention Center, Las Vegas, NV, USA                      |
| 24. März 1975      | Muhammad Ali       | TKO in Runde 15                  | Chuck Wepner        | Richfield Coliseum, Richfield, OH, USA                     |
| 30. Oktober 1974   | Muhammad Ali       | KO in Runde 8                    | George Foreman      | Stade du 20 Mai, Kinshasa, Zaire                           |
| 26. März 1974      | George Foreman     | TKO in Runde 2                   | Ken Norton          | El Poliedro, Caracas, Venezuela                            |
| 1. September 1973  | George Foreman     | KO in Runde 1                    | José Roman          | Nihon Budokan, Tokio, Japan                                |
| 22. Januar 1973    | George Foreman     | TKO in Runde 2                   | Joe Frazier         | National Stadium, Kingston, Jamaika                        |
| 25. Mai 1972       | Joe Frazier        | TKO in Runde 5                   | Ron Stander         | Civic Auditorium, Omaha, NE, USA                           |
| 15. Januar 1972    | Joe Frazier        | TKO in Runde 4                   | Terry Daniels       | Rivergate Auditorium, New Orleans, LA, USA                 |
| 8. März 1971       | Joe Frazier        | Punktsieg                        | Muhammad Ali        | Madison Square Garden, New York, NY, USA                   |
| 18. November 1970  | Joe Frazier        | KO in Runde 2                    | Bob Foster          | Cobo Arena, Detroit, MI, USA                               |
| 16. Februar 1970   | Joe Frazier        | TKO in Runde 5                   | Jimmy Ellis         | Madison Square Garden, New York, NY, USA                   |
| 14. September 1968 | Jimmy Ellis        | Punktsieg                        | Floyd Patterson     | Solna Fotbollsstadum, Stockholm, Schweden                  |
| 27. April 1968     | Jimmy Ellis        | Punktsieg                        | Jerry Quarry        | Arena, Oakland, CA, USA                                    |
| 22. März 1967      | Muhammad Ali       | KO in Runde 7                    | Zora Folley         | Madison Square Garden, New York, NY, USA                   |
| 6. Februar 1967    | Muhammad Ali       | Punktsieg                        | Ernie Terrell       | Astrodome, Houston, TX, USA                                |
| 28. Juni 1966      | Ernie Terrell      | Punktsieg                        | Doug Jones          | Sam Houston Coliseum, Houston, TX, USA                     |
| 1. November 1965   | Ernie Terrell      | Punktsieg                        | George Chuvalo      | Maple Leaf Gardens, Toronto, ON, Kanada                    |
| 5. März 1965       | Ernie Terrell      | Punktsieg                        | Eddie Machen        | International Amphitheater, Chicago, IL, USA               |

## Kämpfe um den Titel nach IBF-Version (International Boxing Federation)
| Datum              | Sieger             | Resultat                   | Gegner               | Ort                                                 |
| ------------------ | ------------------ | -------------------------- | -------------------- | --------------------------------------------------- |
| 21. September 2024 | Daniel Dubois      | KO in Runde 5              | Anthony Joshua       | Wembley-Stadion, London, Großbritannien             |
| 18. Mai 2024       | Oleksandr Ussyk    | Punktsieg                  | Tyson Fury           | Kingdom Arena, Riad, Saudi-Arabien                  |
| 20. August 2022    | Oleksandr Ussyk    | Punktsieg                  | Anthony Joshua       | Dschidda Super Dome, Dschidda, Saudi-Arabien        |
| 25. September 2021 | Oleksandr Ussyk    | Punktsieg                  | Anthony Joshua       | Tottenham Hotspur Stadium, London, Großbritannien   |
| 7. Dezember 2019   | Anthony Joshua     | Punktsieg                  | Andy Ruiz            | Diriyah Arena, Diriyah, Saudi-Arabien               |
| 1. Juni 2019       | Andy Ruiz          | TKO in Runde 7             | Anthony Joshua       | Madison Square Garden, New York, NY, USA            |
| 22. September 2018 | Anthony Joshua     | TKO in Runde 7             | Alexander Powetkin   | Wembley-Stadion, London, Großbritannien             |
| 31. März 2018      | Anthony Joshua     | Punktsieg                  | Joseph Parker        | Principality Stadium, Cardiff, Großbritannien       |
| 28. Oktober 2017   | Anthony Joshua     | TKO in Runde 10            | Carlos Takam         | Principality Stadium, Cardiff, Großbritannien       |
| 29. April 2017     | Anthony Joshua     | TKO in Runde 11            | Wladimir Klitschko   | Wembley-Stadion, London, Großbritannien             |
| 10. Dezember 2016  | Anthony Joshua     | TKO in Runde 3             | Eric Molina          | Manchester Arena, Manchester, Großbritannien        |
| 25. Juni 2016      | Anthony Joshua     | TKO in Runde 7             | Dominic Breazeale    | O2 Arena, London, Großbritannien                    |
| 9. April 2016      | Anthony Joshua     | KO in Runde 2              | Charles Martin       | O2 Arena, London, Großbritannien                    |
| 16. Januar 2016    | Charles Martin     | TKO in Runde 3             | Wjatscheslaw Hlaskow | Barclays Center, New York, NY, USA                  |
| 28. November 2015  | Tyson Fury         | Punktsieg                  | Wladimir Klitschko   | ESPRIT arena, Düsseldorf, Deutschland               |
| 25. April 2015     | Wladimir Klitschko | Punktsieg                  | Bryant Jennings      | Madison Square Garden, New York, NY, USA            |
| 15. November 2014  | Wladimir Klitschko | KO in Runde 5              | Kubrat Pulew         | O₂ World Hamburg, Hamburg, Deutschland              |
| 26. April 2014     | Wladimir Klitschko | TKO in Runde 5             | Alex Leapai          | König-Pilsener-Arena, Oberhausen, Deutschland       |
| 5. Oktober 2013    | Wladimir Klitschko | Punktsieg                  | Alexander Powetkin   | Olimpijski, Moskau, Russland                        |
| 4. Mai 2013        | Wladimir Klitschko | TKO in Runde 6             | Francesco Pianeta    | SAP Arena, Mannheim, Deutschland                    |
| 10. November 2012  | Wladimir Klitschko | Punktsieg                  | Mariusz Wach         | O₂ World Hamburg, Hamburg, Deutschland              |
| 7. Juli 2012       | Wladimir Klitschko | TKO in Runde 6             | Tony Thompson        | Stade de Suisse, Bern, Schweiz                      |
| 4. März 2012       | Wladimir Klitschko | TKO in Runde 4             | Jean-Marc Mormeck    | ESPRIT-Arena, Düsseldorf, Deutschland               |
| 2. Juli 2011       | Wladimir Klitschko | Punktsieg                  | David Haye           | Volksparkstadion, Hamburg, Deutschland              |
| 11. September 2010 | Wladimir Klitschko | KO in Runde 10             | Samuel Peter         | Commerzbank-Arena, Frankfurt am Main, Deutschland   |
| 20. März 2010      | Wladimir Klitschko | KO in Runde 12             | Eddie Chambers       | ESPRIT-Arena, Düsseldorf, Deutschland               |
| 20. Juni 2009      | Wladimir Klitschko | Aufgabe nach Runde 9       | Ruslan Chagayev      | Veltins-Arena, Gelsenkirchen, Deutschland           |
| 13. Dezember 2008  | Wladimir Klitschko | TKO in Runde 7             | Hasim Rahman         | SAP Arena, Mannheim, Deutschland                    |
| 12. Juli 2008      | Wladimir Klitschko | KO in Runde 11             | Tony Thompson        | Color Line Arena, Hamburg, Altona, Deutschland      |
| 23. Februar 2008   | Wladimir Klitschko | Punktsieg                  | Sultan Ibragimow     | Madison Square Garden, New York, NY, USA            |
| 7. Juli 2007       | Wladimir Klitschko | Aufgabe nach Runde 6       | Lamon Brewster       | Köln Arena, Köln, Deutschland                       |
| 10. März 2007      | Wladimir Klitschko | TKO in Runde 2             | Ray Austin           | SAP Arena, Mannheim, Deutschland                    |
| 11. November 2006  | Wladimir Klitschko | TKO in Runde 7             | Calvin Brock         | Madison Square Garden, New York, NY, USA            |
| 22. April 2006     | Wladimir Klitschko | TKO in Runde 7             | Chris Byrd           | SAP Arena, Mannheim, Deutschland                    |
| 1. Oktober 2005    | Chris Byrd         | Punktsieg                  | DaVarryl Williamson  | Events Center, Reno, NV, USA                        |
| 13. November 2004  | Chris Byrd         | Punktsieg                  | Jameel McCline       | Madison Square Garden, New York, NY, USA            |
| 17. April 2004     | Chris Byrd         | Unentschieden              | Andrzej Gołota       | Madison Square Garden, New York, NY, USA            |
| 20. September 2003 | Chris Byrd         | Punktsieg                  | Fres Oquendo         | Mohegan Sun, Uncasville, CT, USA                    |
| 14. Dezember 2002  | Chris Byrd         | Punktsieg                  | Evander Holyfield    | Boardwalk Hall, Atlantic City, NJ, USA              |
| 8. Juni 2002       | Lennox Lewis       | KO in Runde 8              | Mike Tyson           | The Pyramid, Memphis, TN, USA                       |
| 17. November 2001  | Lennox Lewis       | KO in Runde 4              | Hasim Rahman         | Mandalay Bay, Las Vegas, NV, USA                    |
| 22. April 2001     | Hasim Rahman       | KO in Runde 5              | Lennox Lewis         | Carnival City, Brakpan, GT, Südafrika               |
| 11. November 2000  | Lennox Lewis       | Punktsieg                  | David Tua            | Mandalay Bay, Las Vegas, NV, USA                    |
| 15. Juli 2000      | Lennox Lewis       | TKO in Runde 2             | Francois Botha       | London Arena, London, Millwall, Großbritannien      |
| 29. April 2000     | Lennox Lewis       | KO in Runde 2              | Michael Grant        | Madison Square Garden, New York, NY, USA            |
| 13. November 1999  | Lennox Lewis       | Punktsieg                  | Evander Holyfield    | Thomas & Mack Center, Las Vegas, NV, USA            |
| 13. März 1999      | Evander Holyfield  | Unentschieden              | Lennox Lewis         | Madison Square Garden, New York, NY, USA            |
| 19. September 1998 | Evander Holyfield  | Punktsieg                  | Vaughn Bean          | Georgia Dome, Atlanta, GA, USA                      |
| 8. November 1997   | Evander Holyfield  | TKO in Runde 8             | Michael Moorer       | Thomas & Mack Center, Las Vegas, NV, USA            |
| 29. März 1997      | Michael Moorer     | Punktsieg                  | Vaughn Bean          | Hilton Hotel, Las Vegas, NV, USA                    |
| 9. November 1996   | Michael Moorer     | TKO in Runde 12            | Francois Botha       | MGM Grand Hotel, Las Vegas, NV, USA                 |
| 22. Juni 1996      | Michael Moorer     | Punktsieg                  | Axel Schulz          | Westfalen Stadion, Dortmund, Deutschland            |
| 9. Dezember 1995   | Francois Botha     | No Contest (keine Wertung) | Axel Schulz          | Hanns-Martin-Schleyer Halle, Stuttgart, Deutschland |
| 22. April 1995     | George Foreman     | Punktsieg                  | Axel Schulz          | MGM Grand Hotel Hotel, Las Vegas, NV, USA           |
| 5. November 1994   | George Foreman     | KO in Runde 10             | Michael Moorer       | MGM Grand Hotel Hotel, Las Vegas, NV, USA           |
| 22. April 1994     | Michael Moorer     | Punktsieg                  | Evander Holyfield    | Caesar's Palace, Las Vegas, NV, USA                 |
| 6. November 1993   | Evander Holyfield  | Punktsieg                  | Riddick Bowe         | Caesars Palace, Las Vegas, NV, USA                  |
| 6. Februar 1993    | Riddick Bowe       | TKO in Runde 1             | Michael Dokes        | Madison Square Garden, New York, NY, USA            |
| 13. November 1992  | Riddick Bowe       | Punktsieg                  | Evander Holyfield    | Thomas & Mack Center, Las Vegas, NV, USA            |
| 19. Juni 1992      | Evander Holyfield  | Punktsieg                  | Larry Holmes         | Caesars Palace, Las Vegas, NV, USA                  |
| 23. November 1991  | Evander Holyfield  | TKO in Runde 7             | Bert Cooper          | The Omni, Atlanta, GA, USA                          |
| 19. April 1991     | Evander Holyfield  | Punktsieg                  | George Foreman       | Convention Center, Atlantic City, NJ, USA           |
| 25. Oktober 1990   | Evander Holyfield  | KO in Runde 3              | James Douglas        | Mirage Hotel & Casino, Las Vegas, NV, USA           |
| 11. Februar 1990   | James Douglas      | KO in Runde 10             | Mike Tyson           | Tokio Dome, Tokio, Japan                            |
| 21. Juli 1989      | Mike Tyson         | TKO in Runde 1             | Carl Williams        | Convention Center, Atlantic City, NJ, USA           |
| 25. Februar 1989   | Mike Tyson         | TKO in Runde 5             | Frank Bruno          | Hilton Hotel, Las Vegas, NV, USA                    |
| 27. Juni 1988      | Mike Tyson         | KO in Runde 1              | Michael Spinks       | Convention Hall, Atlantic City, NJ, USA             |
| 21. März 1988      | Mike Tyson         | TKO in Runde 2             | Tony Tubbs           | Tokio Dome, Tokio, Japan                            |
| 22. Januar 1988    | Mike Tyson         | TKO in Runde 4             | Larry Holmes         | Convention Center, Atlantic City, NJ, USA           |
| 16. Oktober 1987   | Mike Tyson         | TKO in Runde 7             | Tyrell Biggs         | Convention Hall, Atlantic City, NJ, USA             |
| 1. August 1987     | Mike Tyson         | Punktsieg                  | Tony Tucker          | Hilton Hotel, Las Vegas, NV, USA                    |
| 30. Mai 1987       | Tony Tucker        | TKO in Runde 10            | James Douglas        | Hilton Hotel, Las Vegas, NV, USA                    |
| 6. September 1986  | Michael Spinks     | TKO in Runde 4             | Steffen Tangstad     | Hilton Hotel, Las Vegas, NV, USA                    |
| 19. April 1986     | Michael Spinks     | Punktsieg                  | Larry Holmes         | Hilton Hotel, Las Vegas, NV, USA                    |
| 21. September 1985 | Michael Spinks     | Punktsieg                  | Larry Holmes         | Riviera Hotel & Casino, Las Vegas, NV, USA          |
| 20. Mai 1985       | Larry Holmes       | Punktsieg                  | Carl Williams        | Lawlor Events Center, Reno, NV, USA                 |
| 15. März 1985      | Larry Holmes       | TKO in Runde 10            | David Bey            | Riviera Hotel & Casino, Las Vegas, NV, USA          |
| 9. November 1984   | Larry Holmes       | TKO in Runde 12            | James Smith          | Riviera Hotel & Casino, Las Vegas, NV, USA          |

## Kämpfe um den Titel nach WBO-Version (World Boxing Organization)
| Datum              | Sieger               | Resultat             | Gegner               | Ort                                                     |
| ------------------ | -------------------- | -------------------- | -------------------- | ------------------------------------------------------- |
| 18. Mai 2024       | Oleksandr Ussyk      | Punktsieg            | Tyson Fury           | Kingdom Arena, Riad, Saudi-Arabien                      |
| 20. August 2022    | Oleksandr Ussyk      | Punktsieg            | Anthony Joshua       | Dschidda Super Dome, Dschidda, Saudi-Arabien            |
| 25. September 2021 | Oleksandr Ussyk      | Punktsieg            | Anthony Joshua       | Tottenham Hotspur Stadium, London, Großbritannien       |
| 7. Dezember 2019   | Anthony Joshua       | Punktsieg            | Andy Ruiz            | Diriyah Arena, Diriyah, Saudi-Arabien                   |
| 1. Juni 2019       | Andy Ruiz            | TKO in Runde 7       | Anthony Joshua       | Madison Square Garden, New York, NY, USA                |
| 22. September 2018 | Anthony Joshua       | TKO in Runde 7       | Alexander Powetkin   | Wembley-Stadion, London, Großbritannien                 |
| 31. März 2018      | Anthony Joshua       | Punktsieg            | Joseph Parker        | Principality Stadium, Cardiff, Großbritannien           |
| 23. September 2017 | Joseph Parker        | Punktsieg            | Hughie Fury          | Manchester Arena, Manchester, Großbritannien            |
| 6. Mai 2017        | Joseph Parker        | Punktsieg            | Răzvan Cojanu        | Vodafone Events Center, Auckland, Neuseeland            |
| 10. Dezember 2016  | Joseph Parker        | Punktsieg            | Andy Ruiz            | Vector Arena, Auckland, Neuseeland                      |
| 28. November 2015  | Tyson Fury           | Punktsieg            | Wladimir Klitschko   | ESPRIT arena, Düsseldorf, Deutschland                   |
| 25. April 2015     | Wladimir Klitschko   | Punktsieg            | Bryant Jennings      | Madison Square Garden, New York, NY, USA                |
| 15. November 2014  | Wladimir Klitschko   | KO in Runde 5        | Kubrat Pulew         | O2 World Hamburg, Hamburg, Deutschland                  |
| 26. April 2014     | Wladimir Klitschko   | TKO in Runde 5       | Alex Leapai          | König-Pilsener-Arena, Oberhausen, Deutschland           |
| 5. Oktober 2013    | Wladimir Klitschko   | Punktsieg            | Alexander Powetkin   | Olimpijski, Moskau, Russland                            |
| 4. Mai 2013        | Wladimir Klitschko   | TKO in Runde 6       | Francesco Pianeta    | SAP Arena, Mannheim, Deutschland                        |
| 10. November 2012  | Wladimir Klitschko   | Punktsieg            | Mariusz Wach         | O2 World Hamburg, Hamburg, Deutschland                  |
| 7. Juli 2012       | Wladimir Klitschko   | TKO in Runde 6       | Tony Thompson        | Stade de Suisse, Bern, Schweiz                          |
| 4. März 2012       | Wladimir Klitschko   | TKO in Runde 4       | Jean-Marc Mormeck    | ESPRIT-Arena, Düsseldorf, Deutschland                   |
| 2. Juli 2011       | Wladimir Klitschko   | Punktsieg            | David Haye           | Volksparkstadion, Hamburg, Deutschland                  |
| 11. September 2010 | Wladimir Klitschko   | KO in Runde 10       | Samuel Peter         | Commerzbank-Arena, Frankfurt am Main, Deutschland       |
| 20. März 2010      | Wladimir Klitschko   | KO in Runde 12       | Eddie Chambers       | ESPRIT-Arena, Düsseldorf, Deutschland                   |
| 20. Juni 2009      | Wladimir Klitschko   | Aufgabe nach Runde 9 | Ruslan Chagayev      | Veltins-Arena, Gelsenkirchen, Deutschland               |
| 13. Dezember 2008  | Wladimir Klitschko   | TKO in Runde 7       | Hasim Rahman         | SAP Arena, Mannheim, Deutschland                        |
| 12. Juli 2008      | Wladimir Klitschko   | KO in Runde 11       | Tony Thompson        | Color Line Arena, Hamburg, Altona, Deutschland          |
| 23. Februar 2008   | Wladimir Klitschko   | Punktsieg            | Sultan Ibragimow     | Madison Square Garden, New York, USA                    |
| 13. Oktober 2007   | Sultan Ibragimow     | Punktsieg            | Evander Holyfield    | Megasport-Arena, Moskau, Russland                       |
| 2. Juni 2007       | Sultan Ibragimow     | Punktsieg            | Shannon Briggs       | Boardwalk Hall, Atlantic City, NJ, USA                  |
| 4. November 2006   | Shannon Briggs       | TKO in Runde 12      | Sjarhej Ljachowitsch | Chase Field, Phoenix, AZ, USA                           |
| 1. April 2006      | Sjarhej Ljachowitsch | Punktsieg            | Lamon Brewster       | Wolstein Center, Cleveland, OH, USA                     |
| 28. September 2005 | Lamon Brewster       | TKO in Runde 9       | Luan Krasniqi        | Color Line Arena, Hamburg, Altona, Deutschland          |
| 21. Mai 2005       | Lamon Brewster       | TKO in Runde 1       | Andrzej Gołota       | United Center, Chicago, IL, USA                         |
| 4. September 2004  | Lamon Brewster       | Punktsieg            | Kali Meehan          | Mandalay Bay Resort, Las Vegas, NV, USA                 |
| 10. April 2004     | Lamon Brewster       | TKO in Runde 5       | Wladimir Klitschko   | Mandalay Bay, Las Vegas, NV, USA                        |
| 8. März 2003       | Corrie Sanders       | TKO in Runde 2       | Wladimir Klitschko   | Preussag Arena, Hannover, Deutschland                   |
| 7. Dezember 2002   | Wladimir Klitschko   | TKO in Runde 10      | Jameel McCline       | Mandalay Bay, Las Vegas, NV, USA                        |
| 29. Juni 2002      | Wladimir Klitschko   | TKO in Runde 6       | Ray Mercer           | Taj Majal Hotel & Casino, Atlantic City, NJ, USA        |
| 16. März 2002      | Wladimir Klitschko   | TKO in Runde 8       | Francois Botha       | Hanns-Martin-Schleyer-Halle, Stuttgart, Deutschland     |
| 4. August 2001     | Wladimir Klitschko   | TKO in Runde 6       | Charles Shufford     | Mandalay Bay, Las Vegas, NV, USA                        |
| 24. März 2001      | Wladimir Klitschko   | TKO in Runde 2       | Derrick Jefferson    | Rudi-Sedlmayer-Halle, München, Deutschland              |
| 14. Oktober 2000   | Wladimir Klitschko   | Punktsieg            | Chris Byrd           | Kölnarena, Köln, Deutschland                            |
| 1. April 2000      | Chris Byrd           | Aufgabe nach Runde 9 | Vitali Klitschko     | Estrel Convention Center, Berlin, Neukölln, Deutschland |
| 11. Dezember 1999  | Vitali Klitschko     | TKO in Runde 9       | Obed Sullivan        | Sporthalle, Hamburg, Alsterdorf, Deutschland            |
| 9. Oktober 1999    | Vitali Klitschko     | TKO in Runde 3       | Ed Mahone            | Arena Oberhausen, Oberhausen, Deutschland               |
| 26. Juni 1999      | Vitali Klitschko     | KO in Runde 2        | Herbie Hide          | London Arena, London, Millwall, Großbritannien          |
| 26. September 1998 | Herbie Hide          | TKO in Runde 2       | Willi Fischer        | Sports Village, Norwich, Norfolk, Großbritannien        |
| 18. April 1998     | Herbie Hide          | TKO in Runde 1       | Damon Reed           | Nynex Arena, Manchester, Großbritannien                 |
| 28. Juni 1997      | Herbie Hide          | TKO in Runde 2       | Tony Tucker          | Sports Village, Norwich, Norfolk, Großbritannien        |
| 11. Januar 1997    | Henry Akinwande      | Punktsieg            | Scott Welch          | Nashville Arena, Nashville, TN, USA                     |
| 9. November 1996   | Henry Akinwande      | TKO in Runde 10      | Alexander Solkin     | MGM Grand Hotel, Las Vegas, NV, USA                     |
| 29. Juni 1996      | Henry Akinwande      | KO in Runde 3        | Jeremy Williams      | Fantasy Springs Casino, Indio, CA, USA                  |
| 17. Juni 1995      | Riddick Bowe         | KO in Runde 6        | Jorge Luis González  | MGM Grand Hotel Hotel, Las Vegas, NV, USA               |
| 11. März 1995      | Riddick Bowe         | KO in Runde 6        | Herbie Hide          | MGM Grand Hotel Hotel, Las Vegas, NV, USA               |
| 19. März 1994      | Herbie Hide          | KO in Runde 7        | Michael Bentt        | New London Stadium, London, Millwall, Großbritannien    |
| 29. Oktober 1993   | Michael Bentt        | TKO in Runde 1       | Tommy Morrison       | Civic Center, Tulsa, OK, USA                            |
| 30. August 1993    | Tommy Morrison       | TKO in Runde 4       | Tim Tomashek         | Kemper Arena, Kansas City, MO, USA                      |
| 7. Juni 1993       | Tommy Morrison       | Punktsieg            | George Foreman       | Thomas & Mack Center, Las Vegas, NV, USA                |
| 15. Mai 1992       | Michael Moorer       | TKO in Runde 5       | Bert Cooper          | Taj Mahal Casino, Atlantic City, NJ, USA                |
| 18. Oktober 1991   | Ray Mercer           | TKO in Runde 5       | Tommy Morrison       | Convention Center, Atlantic City, NJ, USA               |
| 11. Januar 1991    | Ray Mercer           | TKO in Runde 9       | Francesco Damiani    | Trump Taj Mahal, Atlantic City, NJ, USA                 |
| 16. Dezember 1989  | Francesco Damiani    | TKO in Runde 2       | Daniel Eduardo Neto  | Cesena, Italien                                         |
| 6. Mai 1989        | Francesco Damiani    | KO in Runde 3        | Johnny DuPlooy       | Syrakus, Italien                                        |